# Lankila
Lankila est un quartier de Kotka en Finlande.

## Présentation
Lankila est situé sur le côté ouest du bras Langinkoskenhaara du fleuve Kymijoki et est bordé par la route nationale 7 au nord.
Administrativement Lankila est composé des sections Pirosenvuori et Langinkoski.
Lankila est à environ 7 kilomètres de Kotkansaari et à 5 kilomètres de Karhula.
La rive occidentale des rapides Langinkoski fait partie de Lankila.
Lankila est principalement une zone de maisons individuelles, mais il y a aussi des zones d'immeubles résidentiels. 
Les services de Lankila se résument à un bar et à une laverie, mais le centre commercial de Sutela est à courte distance.

## Transports
Le quartier de Lankila est desservi par les lignes de bus suivantes :
- 12 Norskankatu-Karhuvuori-Mussalo
- 13 Norskankatu-Karhuvuori-Mussalo-Norskankatu
- 14 Norskankatu-Karhuvuori-Mussalo-Norskankatu